# Герб Ртищева і Ртищевського району

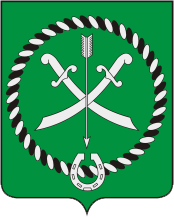
Герб Ртищевського муніципального району

1 серпня 2001 року Збори депутатів ОМУ Ртищевського району ухвалили рішення № 8-57, яким затвердили новий герб об'єднаного муніципального утворення Ртищевського району.
9 червня 2006 року Збори депутатів Ртищевського муніципального району ухвалили рішення за № 5-59 "Про герб і прапор Ртищевского муніципального району Саратовської області", залишивши символи місцевого самоврядування, прийняті раніше, без зміни.

## Герб

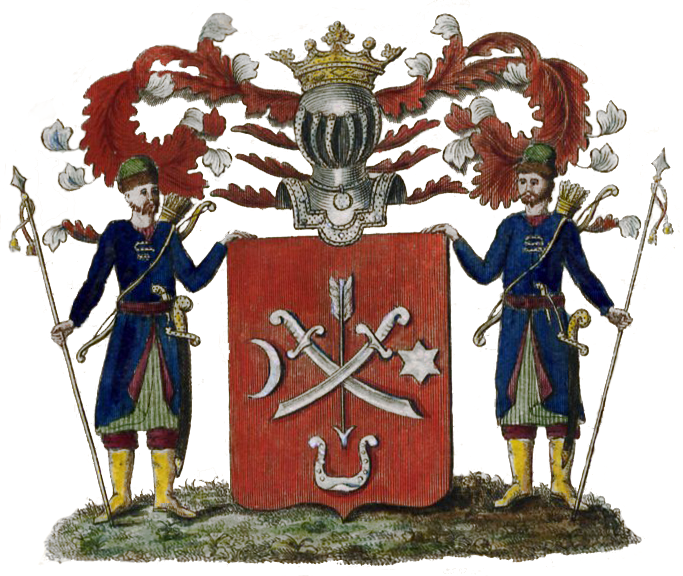
Герб роду Ртищевих

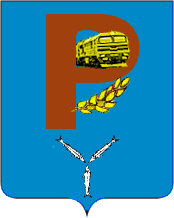
Перший герб м. Ртищево
1995 — 2001

Геральдичний опис герба був розроблений Союзом геральдистів Росії на чолі з К. Ф. Моченовым по проекту М. В. Ваганова, на основі історичної довідки:
"У зеленому полі дві срібні шаблі навхрест і поверх них стріла того ж металу, вістрями долілиць, і навколо них звитий срібний і чорний шнур, покладений у цикломор і накритий у краї перекинутою срібною підковою. У вільній частині — герб Саратовської області".
Центральні елементи — шаблі, стріла й підкова, узяті з герба роду Ртищевих. Вони символізують історичне минуле краю: сіло Покровське (Ртищево) — одне з найстарших у Саратовської губернії.
Сріблисто-чорний шнур, замкнутий у кільце, означає залізницю навколо міста Ртищево.
Герб внесений у Державний геральдичний регістр Російської Федерації під № 789.

### Перший герб міста
Перший герб міста Ртищево був затверджений 7 листопада 1995 року рішенням місцевої адміністрації. Герб являв собою зображення літери "Р", локомотива й хлібного колосся в блакитному полі, унизу у вільній частині вільної частини — герб Саратовської області: три покладені у вилоподібний хрест, срібні стерляді в блакитному полі. Автором ескізу герба був ртищевськиї художник Н. А. Федоров. Однак Геральдична Рада при Президенту Російської Федерації не затвердив даний геральдичний опис, оскільки воно порушувало правила геральдики. 24 квітня 1999 року був оголошений конкурс на найкращий ескіз герба міста Ртищево й Ртищевського району, що закінчився в 2001 році прийняттям нового герба.